# Julija Rjabčinskaja
Julija Petrovna Babak, coniugata Rjabčinskaja (in russo Юлия Петровна Бабак-Рябчинская?; in ucraino Юлія Петрівна Бабак-Рябчинська?, Julija Petrivna Babak-Rjabčyns'ka; Piščanka, 26 gennaio 1947 – Poti, 13 gennaio 1973), è stata una canoista sovietica, vincitrice di una medaglia olimpica.

## Biografia
Rappresentò l'URSS alle Olimpiadi di Monaco di Baviera 1972, vincendo la medaglia d'oro nel K-1 500 m. In precedenza aveva vinto anche una medaglia d'oro nella gara del K-4 500 m ai Campionati mondiali di Canoa velocità di Belgrado 1971.
Morì appena quattro mesi dopo la sua vittoria olimpica. Stava prendendo parte ad un allenamento invernale presso il lago Paleostomi nella Repubblica Socialista Sovietica Georgiana quando cadde in acqua, e perse la vita per ipotermia.
Un concorso internazionale si svolge in suo onore a Mosca ogni primavera.
A Odessa, in Ucraina, su iniziativa dell'allenatore della Rjabčinskaja, Gennady Dyachenko, è stato inaugurato il Museo della gloria sportiva, intitolato a Julija Rjabčinskaja.